# Vladimir Belov (pallamanista)
Vladimir Borisovič Belov (in russo Владимир Борисович Белов?; Mosca, 26 aprile 1958 – Mosca, 14 novembre 2016) è stato un pallamanista russo, fino al 1991 sovietico.

## Palmarès

### Olimpiadi
- 1 medaglia:
  - 1 argento (Mosca 1980)